# Gangi kozo

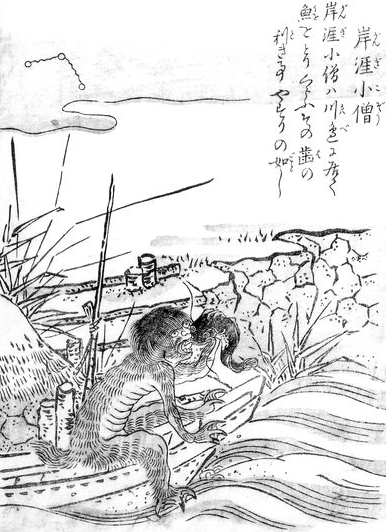
Un gangi kozō de Toriyama Sekien en 1780.

Le gangi kozō (岸涯小僧). est un yokai, apparaissant uniquement dans le Gazu hyakki yagyō et physiquement très proche des kappa, les esprits des eaux. Il est possible que Toriyama Sekien se soit fondé sur les nombreuses légendes qui évoquent le kappa.

## Description
Les gangi kozō sont des esprits des eaux habitant les rivières et le long des rives où ils chassent le poisson. Leur corps est recouvert de poils, leurs cheveux sont proches du style okappa[pas clair], leur particularité est d'avoir les pieds et les mains palmés, avec de longues dents pointues extrêmement résistantes,.
Les gangi kozō sont normalement éloignés des habitants, mais il arrive qu'un pêcheur en croise un ; dans ce cas, le pêcheur offre souvent au gangi kozō son plus gros poisson.

## Lien avec d'autresyokai
Selon plusieurs légendes, certains kappa peuvent se changer en esprit poilu lorsque les saisons changent, faisant des gangi kozo une forme transitoire. Dans la préfecture de Yamaguchi, une créature poilue nommée takiwaro se transformerait en un enko (variété de kappa). Le gangi kozō serait une sorte de takiwaro.